# El Palamó
El Palamó (també anomenat Vilafranquesa) és un barri de la ciutat d'Alacant a l'Alacantí, situat en la part nord del terme municipal, a 4,2 km en línia recta del Mercat Central d'Alacant i uns 600 m a l'est de Sant Vicent del Raspeig; limita per la seua banda sud amb la autovia Alacant-Múrcia. Segons el cens de l'1 de gener del 2005, el nucli del Palamó té un total de 2.773 habitants.

## Història
El nom de El Palamó és d'origen incert, però possiblement provinga del mossàrab.
Vilafranquesa, deu el nom al seu fundador Pere Franquesa, secretari d'Estat, qui en 1592 va comprar dues finques (El Palamó i Orgègia) en el terme municipal de la ciutat d'Alacant amb la finalitat d'establir-hi un cert nombre de colons. En 1598 li va ser concedida la jurisdicció alfonsina. Uns anys més tard, Felip III li atorgava a la seua titular la jurisdicció suprema.
En la segona mitat del segle xviii, el senyoriu va acabar en mans d'en Bernardo de Vilarig, comte de Cirat i Palamó, que va procedir a l'amollonament i separació definitiva del terme del Palamó del d'Alacant.
A causa de les dificultats econòmiques per les quals travessava, l'Ajuntament del Palamó va sol·licitar a l'Ajuntament d'Alacant la seua annexió a aquest el 1930. Les condicions de la fusió van fixar-se l'any següent i van considerar-se efectiva a partir de l'1 de gener de 1932. Entre les condicions cal ressaltar la primera d'elles, per què aquesta vila acceptava amb caràcter definitiu la fusió, i la sisena, per la qual la seua població compartiria amb la ciutat d'Alacant el gaudi de tots els béns i drets de la ciutat.

## Monuments d'interés i festivitats
Al Palamó hi ha una església, una ermita, un xicotet cementeri, una biblioteca municipal i dos col·legis. Se celebren tots els anys, en el mes de març, les festes de Moros i Cristians. El dissabte següent al 14 de febrer se celebra la processó cívica al Panteó dels Guijarro, on van ser afusellats alguns dels Màrtirs de la Llibertat el 1844.

## Demografia
| Població | 1.066 | 1.297 | 1.386 | 1.255 | 1.431 | 1.287 | 1.255 | 1.187 |

Quant a l'evolució demogràfica del barri en els últims anys, les xifres de l'Institut Nacional d'Estadística i de l'Ajuntament varien de manera important:
| Població segons l'INE    | Sense dades | 159   | 438   | 682   | 899   | 1.131 | 1.454 |
| Població segons l'Ajunt. | 2.485       | 2.488 | 2.565 | 2.626 | 2.659 | 2.773 | 2.949 |